# Scuol
Scuol és un municipi del cantó dels Grisons (Suïssa), situat a la Regió d'Engiadina Bassa/Val Müstair.

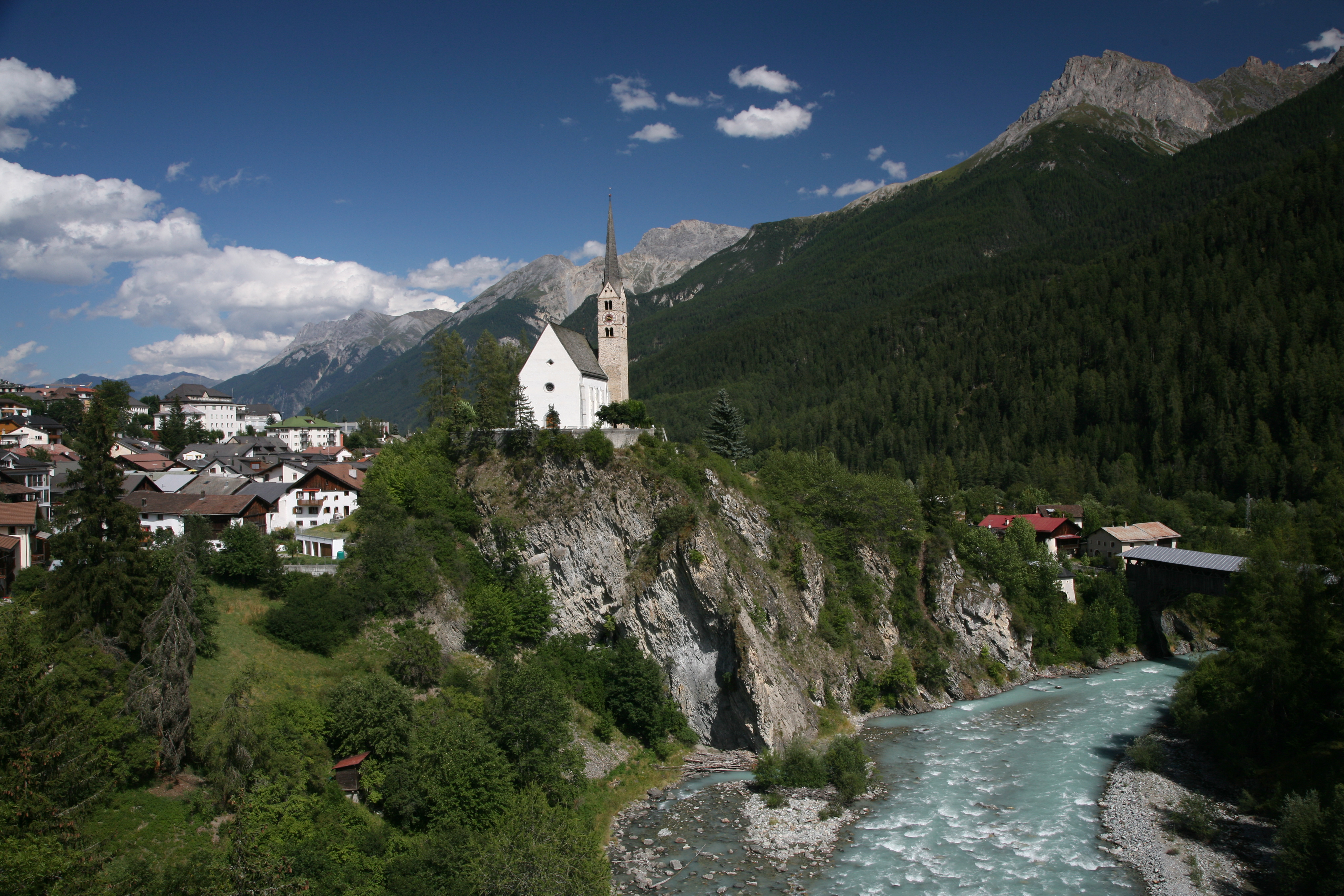
Vista general